# Singoli al numero uno in Europa nel 2005
Questa pagina contiene la lista dei singoli al numero uno in Europa nel 2005.

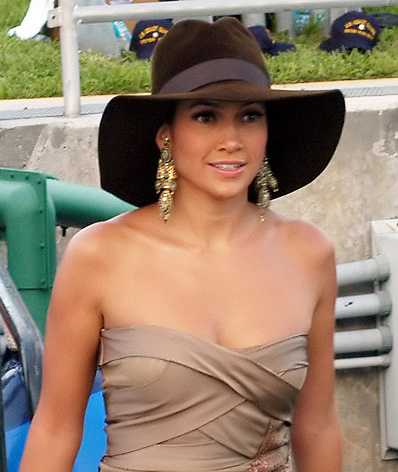
Jennifer Lopez ottenne la sua prima hit numero uno in Europa con "Get Right".

Il rapper Akon ottiene per la prima volta la vetta della classifica singoli europea con "Lonely".

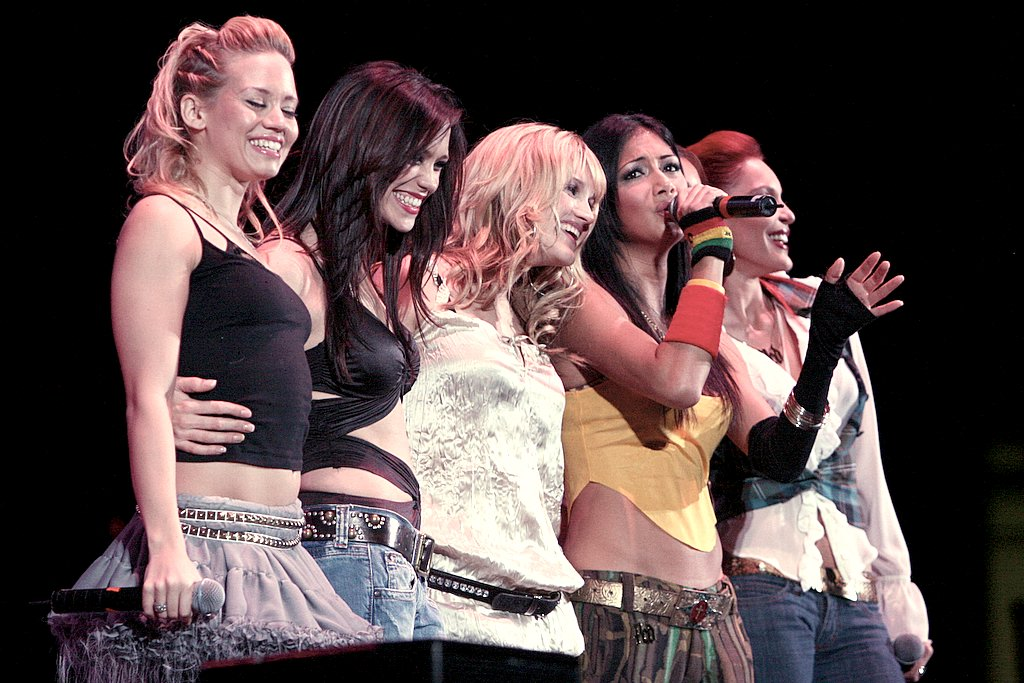
Le Pussycat Dolls riescono ad arrivare alla numero uno della classifica europea con il loro primo singolo, "Don't Cha".

## Lista
| Data         | Canzone                      | Artista                                                 |
| ------------ | ---------------------------- | ------------------------------------------------------- |
| 1º gennaio   | Do They Know It's Christmas? | Band Aid 20                                             |
| 8 gennaio    | Do They Know It's Christmas? | Band Aid 20                                             |
| 15 gennaio   | Do They Know It's Christmas? | Band Aid 20                                             |
| 22 gennaio   | Call on Me                   | Eric Prydz                                              |
| 29 gennaio   | Call on Me                   | Eric Prydz                                              |
| 5 febbraio   | Call on Me                   | Eric Prydz                                              |
| 12 febbraio  | Numb/Encore                  | Jay-Z e Linkin Park                                     |
| 19 febbraio  | Like Toy Soldiers            | Eminem                                                  |
| 26 febbraio  | Like Toy Soldiers            | Eminem                                                  |
| 5 marzo      | Get Right                    | Jennifer Lopez                                          |
| 12 marzo     | Get Right                    | Jennifer Lopez                                          |
| 19 marzo     | Get Right                    | Jennifer Lopez                                          |
| 26 marzo     | Get Right                    | Jennifer Lopez                                          |
| 2 aprile     | Get Right                    | Jennifer Lopez                                          |
| 9 aprile     | Let Me Love You              | Mario                                                   |
| 16 aprile    | Let Me Love You              | Mario                                                   |
| 23 aprile    | Let Me Love You              | Mario                                                   |
| 30 aprile    | Let Me Love You              | Mario                                                   |
| 7 maggio     | Let Me Love You              | Mario                                                   |
| 14 maggio    | Candy Shop                   | 50 Cent featuring Olivia                                |
| 21 maggio    | Signs                        | Snoop Dogg featuring Charlie Wilson e Justin Timberlake |
| 28 maggio    | Candy Shop                   | 50 Cent featuring Olivia                                |
| 4 giugno     | Lonely                       | Akon                                                    |
| 11 giugno    | Lonely                       | Akon                                                    |
| 18 giugno    | Lonely                       | Akon                                                    |
| 25 giugno    | Lonely                       | Akon                                                    |
| 2 luglio     | Axel F                       | Crazy Frog                                              |
| 9 luglio     | Axel F                       | Crazy Frog                                              |
| 16 luglio    | Axel F                       | Crazy Frog                                              |
| 23 luglio    | Axel F                       | Crazy Frog                                              |
| 30 luglio    | Axel F                       | Crazy Frog                                              |
| 6 agosto     | Axel F                       | Crazy Frog                                              |
| 13 agosto    | Axel F                       | Crazy Frog                                              |
| 20 agosto    | Axel F                       | Crazy Frog                                              |
| 27 agosto    | Axel F                       | Crazy Frog                                              |
| 3 settembre  | Axel F                       | Crazy Frog                                              |
| 10 settembre | Axel F                       | Crazy Frog                                              |
| 17 settembre | You're Beautiful             | James Blunt                                             |
| 24 settembre | Don't Cha                    | Pussycat Dolls featuring Busta Rhymes                   |
| 1º ottobre   | Don't Cha                    | Pussycat Dolls featuring Busta Rhymes                   |
| 8 ottobre    | Don't Cha                    | Pussycat Dolls featuring Busta Rhymes                   |
| 15 ottobre   | Don't Cha                    | Pussycat Dolls featuring Busta Rhymes                   |
| 22 ottobre   | Tripping                     | Robbie Williams                                         |
| 29 ottobre   | Tripping                     | Robbie Williams                                         |
| 5 novembre   | Tripping                     | Robbie Williams                                         |
| 12 novembre  | Push the Button              | Sugababes                                               |
| 19 novembre  | Push the Button              | Sugababes                                               |
| 26 novembre  | Hung Up                      | Madonna                                                 |
| 3 dicembre   | Hung Up                      | Madonna                                                 |
| 10 dicembre  | Hung Up                      | Madonna                                                 |
| 17 dicembre  | Hung Up                      | Madonna                                                 |
| 24 dicembre  | Hung Up                      | Madonna                                                 |
| 31 dicembre  | Hung Up                      | Madonna                                                 |